# Вест-Бабилон (Нью-Йорк)
Вест-Бабилон (англ. West Babylon) — переписна місцевість (CDP) в США, в окрузі Саффолк штату Нью-Йорк. Населення — 43 213 осіб (2010).

## Географія
Вест-Бабилон розташований за координатами 40°42′39″ пн. ш. 73°21′30″ зх. д. / 40.71083° пн. ш. 73.35833° зх. д. (40.710855, -73.358402).  За даними Бюро перепису населення США в 2010 році переписна місцевість мала площу 20,92 км², з яких 20,12 км² — суходіл та 0,80 км² — водойми.

## Демографія
Згідно з переписом 2010 року, у переписній місцевості мешкало 43 213 осіб у 14 537 домогосподарствах у складі 10 575 родин. Густота населення становила 2066 осіб/км².  Було 15091 помешкання (721/км²).
Расовий склад населення:
| - 79,9 % — білих - 11,2 % — чорних або афроамериканців - 2,7 % — азіатів - 0,2 % — корінних американців - 3,6 % — осіб інших рас |

До двох чи більше рас належало 2,3 %. Частка іспаномовних становила 12,2 % від усіх жителів.
За віковим діапазоном населення розподілялося таким чином: 22,5 % — особи молодші 18 років, 63,3 % — особи у віці 18—64 років, 14,2 % — особи у віці 65 років та старші. Медіана віку мешканця становила 40,0 року. На 100 осіб жіночої статі у переписній місцевості припадало 91,8 чоловіків;  на 100 жінок у віці від 18 років та старших — 88,5 чоловіків також старших 18 років.
Середній дохід на одне домашнє господарство  становив 98 060 доларів США (медіана — 82 952), а середній дохід на одну сім'ю — 107 669 доларів (медіана — 94 824). Медіана доходів становила 59 503 долари для чоловіків та 46 919 доларів для жінок. За межею бідності перебувало 5,7 % осіб, у тому числі 7,7 % дітей у віці до 18 років та 5,8 % осіб у віці 65 років та старших.
Цивільне працевлаштоване населення становило 21 624 особи. Основні галузі зайнятості: освіта, охорона здоров'я та соціальна допомога — 23,4 %, роздрібна торгівля — 14,4 %, науковці, спеціалісти, менеджери — 9,9 %, виробництво — 7,8 %.